# Theodor Hirsch
Theodor Hirsch, född den 17 december 1806 vid Danzig, död den 17 februari 1881 i Greifswald, var en tysk historiker, far till Ferdinand Hirsch. 
Hirsch var 1833–65 lärare i historia vid gymnasiet i Danzig och sedan 1850 stadsarkivarie där samt utnämndes 1865 till professor i Greifswald. 
Hirsch författade en mängd uppsatser rörande Danzig och dess förhållanden, bland annat Danzigs Handels- und Gewerbegeschichte unter der Herrschaft des Deutschen Ordens (1858).
Hirsch var även medutgivare av "Scriptores rerum Prussicarum" (5 band, 1861–74) och utgav band 9 av "Urkunden und Aktenstücke zur Geschichte des Kurfürsten Friedrich Wilhelm von Brandenburg" (1879).